# Albert Gutterson
Albert Lovejoy Gutterson, född den 23 augusti 1887 i Andover i Vermont, död den 7 april 1965 i Burlington i Vermont, var en amerikansk friidrottare som främst tävlade i längdhopp.
1912 visade Gutterson sig från sin allra bästa sida, när han som student vid University of Vermont vann den prestigefyllda tävlingen Penn Relays med ett hopp på 7,33 meter.
Favorit till längdhoppet vid olympiska sommarspelen 1912 i Stockholm var dock en annan amerikan, den regerande mästaren Frank Irons, som också hade vunnit de amerikanska uttagningstävlingarna. Denne misslyckades dock tämligen kapitalt och klarade inte att kvalificera sig till finalen.
Gutterson var dock i sitt livs form och avgjorde längdhoppstävlingen redan i den första kvalificeringsomgången, då han förbättrade det olympiska rekordet till 7,60 meter, blott en centimeter från irländaren Peter O'Connors världsrekord. Vid denna tid räknades nämligen kvalificeringsresultaten i den slutliga resultatlistan. I finalen klarade inte Gutterson att förbättra sitt resultat. Dock kunde heller ingen annan utövare hota hans resultat, vilket gjorde att han vann med 39 centimeter före kanadensaren Calvin Bricker (som även vunnit bronsmedaljen fyra år tidigare), med svensken Georg Åberg på tredje plats.
Gutterson utbildade sig till ingenjör och drev en egen verktygsfirma. Han var starkt engagerad i idrott också efter sin aktiva karriär och var bland annat ledare för New Englands olympiska kommitté.